# Schmalspurbahn Umzinto–Donnybrook
| |                     |                                      |                                      |
| Streckenlänge: | 150 km              |                                      |                                      |
| Spurweite: | 610 mm (2-Fuß-Spur) |                                      |                                      |
| Maximale Neigung: | 30 ‰                |                                      |                                      |
| Streckengeschwindigkeit: | 20 km/h             |                                      |                                      |
| |                     |                                      |                                      |
| \| \| \| Donnybrook \| \| \| \| Carthill \| \| \| \| Eastwolds \| \| \| \| Maxwell \| \| \| \| Mabedlena \| \| \| \| Lufafa Road \| \| \| \| Crystal Manor \| \| \| \| Loch Buidhe \| \| \| \| Vause \| \| \| \| Abzweigung nach Madonela \| \| \| \| Ixopo \| \| \| \| Allwoodburn (Museumsbahn PCNGR) \| \| \| \| La Trappe \| \| \| \| Stainton \| \| \| \| Etterby \| \| \| \| Carisbrooke \| \| \| \| Glen Beulah \| \| \| \| Ncalu \| \| \| \| Rydal \| \| \| \| Madonela (Umzinkulu) \| \| \| \| Highflats \| \| \| \| Kunatha \| \| \| \| Knockagh \| \| \| \| Hlutankungu \| \| \| \| Jolivet \| \| \| \| Njane \| \| \| \| Kenterton \| \| \| \| Dumisa \| \| \| \| Mbulula \| \| \| \| Sawoti \| \| \| \| Glenrosa \| \| \| \| Braemar \| \| \| \| Inverugie \| \| \| \| Nkwifa \| \| \| \| elektrifizierte Kapspurstrecke Kelso \| \| \| \| Esperanza \| \| \| \| elektrifiziertes Dreischienengleis \| \| \| \| Umzinto \| |                     |                                      |                                      |
| Betriebs-/Güterbahnhof Streckenanfang (Strecke außer Betrieb) |                     | Donnybrook                           | Donnybrook                           |
| Haltepunkt / Haltestelle (Strecke außer Betrieb) |                     | Carthill                             | Carthill                             |
| Haltepunkt / Haltestelle (Strecke außer Betrieb) |                     | Eastwolds                            | Eastwolds                            |
| Haltepunkt / Haltestelle (Strecke außer Betrieb) |                     | Maxwell                              | Maxwell                              |
| Haltepunkt / Haltestelle (Strecke außer Betrieb) |                     | Mabedlena                            | Mabedlena                            |
| Haltepunkt / Haltestelle (Strecke außer Betrieb) |                     | Lufafa Road                          | Lufafa Road                          |
| Haltepunkt / Haltestelle (Strecke außer Betrieb) |                     | Crystal Manor                        | Crystal Manor                        |
| Haltepunkt / Haltestelle (Strecke außer Betrieb) |                     | Loch Buidhe                          | Loch Buidhe                          |
| Haltepunkt / Haltestelle (Strecke außer Betrieb) |                     | Vause                                | Vause                                |
| Strecke von links (außer Betrieb) · Abzweig geradeaus, nach rechts und von rechts (Strecke außer Betrieb) |                     | Abzweigung nach Madonela             | Abzweigung nach Madonela             |
| Strecke (außer Betrieb) · Bahnhof (Strecke außer Betrieb) |                     | Ixopo                                | Ixopo                                |
| Kopfbahnhof Strecke bis hier außer Betrieb · Strecke (außer Betrieb) |                     | Allwoodburn (Museumsbahn PCNGR)      | Allwoodburn (Museumsbahn PCNGR)      |
| Strecke · Haltepunkt / Haltestelle (Strecke außer Betrieb) |                     | La Trappe                            | La Trappe                            |
| Haltepunkt / Haltestelle · Strecke (außer Betrieb) |                     | Stainton                             | Stainton                             |
| Strecke · Haltepunkt / Haltestelle (Strecke außer Betrieb) |                     | Etterby                              | Etterby                              |
| Haltepunkt / Haltestelle · Strecke (außer Betrieb) |                     | Carisbrooke                          | Carisbrooke                          |
| Strecke · Haltepunkt / Haltestelle (Strecke außer Betrieb) |                     | Glen Beulah                          | Glen Beulah                          |
| Haltepunkt / Haltestelle · Strecke (außer Betrieb) |                     | Ncalu                                | Ncalu                                |
| Strecke · Haltepunkt / Haltestelle (Strecke außer Betrieb) |                     | Rydal                                | Rydal                                |
| Kopfbahnhof Streckenende · Strecke (außer Betrieb) |                     | Madonela (Umzinkulu)                 | Madonela (Umzinkulu)                 |
| Bahnhof (Strecke außer Betrieb) |                     | Highflats                            | Highflats                            |
| Haltepunkt / Haltestelle (Strecke außer Betrieb) |                     | Kunatha                              | Kunatha                              |
| Haltepunkt / Haltestelle (Strecke außer Betrieb) |                     | Knockagh                             | Knockagh                             |
| Haltepunkt / Haltestelle (Strecke außer Betrieb) |                     | Hlutankungu                          | Hlutankungu                          |
| Haltepunkt / Haltestelle (Strecke außer Betrieb) |                     | Jolivet                              | Jolivet                              |
| Haltepunkt / Haltestelle (Strecke außer Betrieb) |                     | Njane                                | Njane                                |
| Haltepunkt / Haltestelle (Strecke außer Betrieb) |                     | Kenterton                            | Kenterton                            |
| Haltepunkt / Haltestelle (Strecke außer Betrieb) |                     | Dumisa                               | Dumisa                               |
| Haltepunkt / Haltestelle (Strecke außer Betrieb) |                     | Mbulula                              | Mbulula                              |
| Haltepunkt / Haltestelle (Strecke außer Betrieb) |                     | Sawoti                               | Sawoti                               |
| Haltepunkt / Haltestelle (Strecke außer Betrieb) |                     | Glenrosa                             | Glenrosa                             |
| Haltepunkt / Haltestelle (Strecke außer Betrieb) |                     | Braemar                              | Braemar                              |
| Haltepunkt / Haltestelle (Strecke außer Betrieb) |                     | Inverugie                            | Inverugie                            |
| Haltepunkt / Haltestelle (Strecke außer Betrieb) |                     | Nkwifa                               | Nkwifa                               |
| Abzweig geradeaus und von rechts (Strecke außer Betrieb) |                     | elektrifizierte Kapspurstrecke Kelso | elektrifizierte Kapspurstrecke Kelso |
| Haltepunkt / Haltestelle (Strecke außer Betrieb) |                     | Esperanza                            | Esperanza                            |
| Strecke (außer Betrieb) |                     | elektrifiziertes Dreischienengleis   | elektrifiziertes Dreischienengleis   |
| Kopfbahnhof Streckenende (Strecke außer Betrieb) |                     | Umzinto                              | Umzinto                              |

Die Schmalspurbahn Umzinto–Donnybrook ist eine ehemalige Bahnstrecke mit einer Spurweite von 610 mm in Südafrika. Sie führte von Umzinto über Highflats und Ixopo nach Donnybrook. Eine Stichbahn, die als Museumsbahn unter dem Namen Patons Country Narrow Gauge Railway weiter betrieben wird, führt von Ixopo nach Madonela (Union Bridge). Die 150 km lange Bahnstrecke wurde 1908 gebaut.

## Bau
Die Hauptlinie wurde mit gebrauchten Schienen gebaut, die von erneuerten Kapspur-Strecken stammten, so dass die Meile Strecke ungefähr 3.200 £ kostete. Die Errichtung der Bahn inklusive der Fahrzeuge kostete etwas mehr als 300.000 £.
Die 28,2 km lange Stichstrecke nach Mandonela wurde für eine maximale Achslast von 5,1 t und eine Höchstgeschwindigkeit von 20 km/h gebaut. Die Kosten der am 2. Februar 1914 eröffneten Stichbahn beliefen sich auf 50.000 £.
Zwischen Esperanza und Umzinto war ein Dreischienengleis verlegt, sodass kapspurige Züge von der Küstenstrecke Durban–Port Shepstone die Endstation in Umzinto erreichen konnten. Dieser Streckenabschnitt war mit 3 kV Gleichspannung für die Kapspurlokomotiven elektrifiziert.

## Betrieb

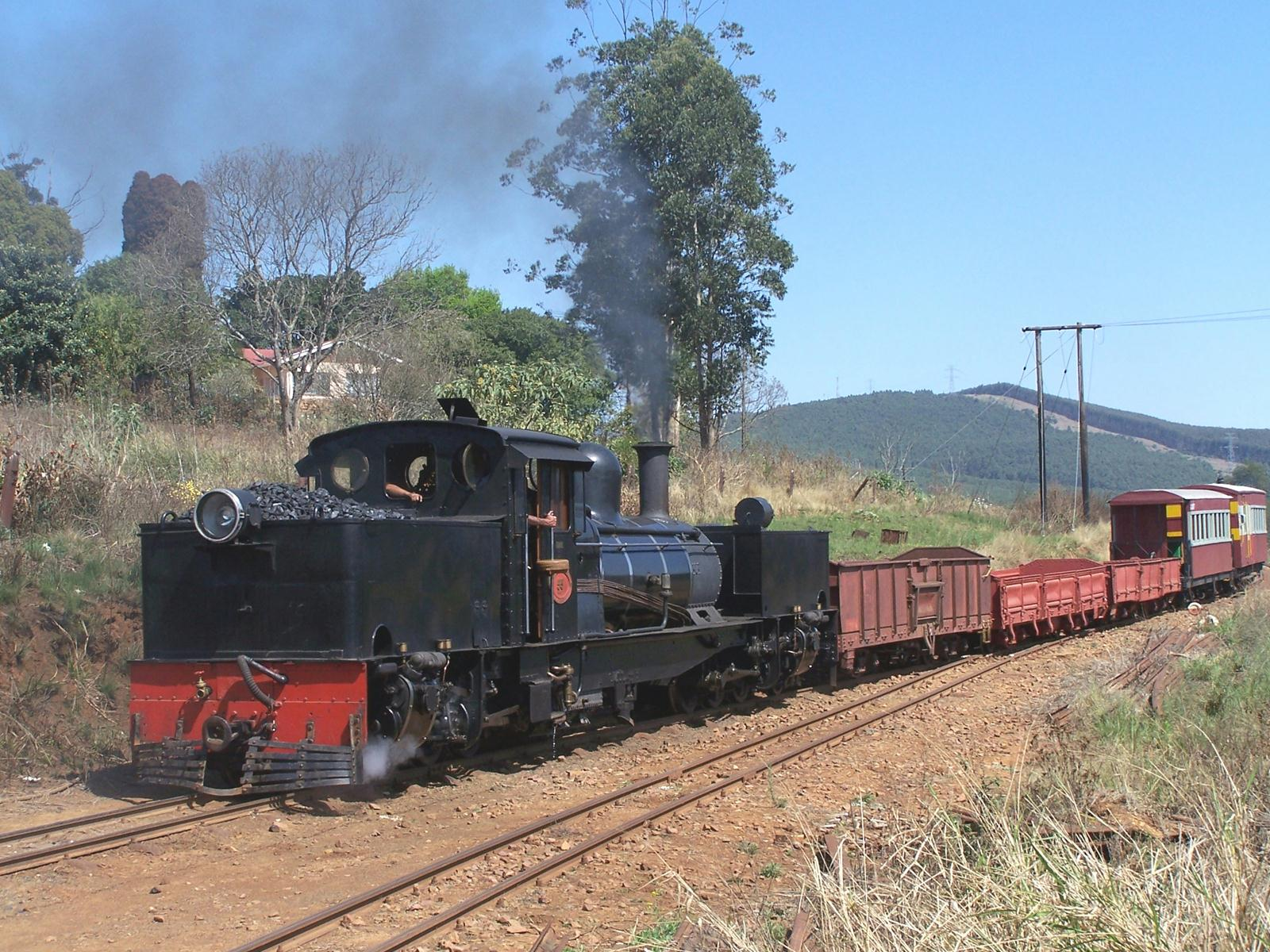
Museumsbahnzug mit NGG 11

In den 1970er Jahren verkehrten in der Regel drei Züge: der erste Zug fuhr von Ixopo nach Donnybrook und kehrte nach Ixopo zurück – ein Umlauf, der einer Tagesschicht des Zugpersonals entsprach. Der zweite Zug verkehrte von Ixopo nach Madonela und zurück. Der dritte Zug begann in Umzinto und fuhr in Richtung Ixopo. Er kreuzte sich mit dem vierten von Ixopo aus in Richtung Süden abgefahrenen Zug in Highflats, wo das Fahrpersonal zwischen den Zügen gewechselt wurde, sodass es zum Schichtende an den Ausgangsbahnhof zurückkehren konnte. Während der Zugkreuzung wurden auch die Dampfloks mit Wasser und Brennstoff versorgt. Jede Fahrt dauerte mehr als fünf Stunden.
Obwohl es offiziell keinen Personenverkehr auf der Bahn gab, fuhren manchmal Reisende im Begleitwagen mit.
In Umzinto und Donnybrook gab es Umladeanlagen für Güter, welche auf die angrenzenden Kapspurstrecken übergingen.

## Schließung
Die Hauptstrecke wurde zwischen 1985 und 1987 nach Hochwasserschäden abschnittsweise eingestellt, einzig die Stichbahn von Ixopo nach Madonela wurde durch die Patons Country Narrow Gauge Railway (PCNGR) im Jahre 2000 wieder aufgearbeitet, sodass ein regelmäßiger Museumsbahnbetrieb stattfinden kann. Die Schienen der Hauptstrecke wurden größtenteils abgebaut und für die Welsh Highland Railway verwendet. Übriggebliebenes Material wurde von der PCNGR übernommen.

## Eingesetzte Lokomotiven
- Tenderlokomotiven der Baureihe NGR 4-6-2T (Hawthorn Leslie)
- kurzzeitig eine Lokomotive der SAR-Klasse NG 6 – gebraucht von der Beira Railway gekauft[6]
- Garratt-Lokomotiven der SAR-Klasse NGG 11 – die ersten in Südafrika eingesetzten Garratt-Lokomotiven
- Garratt-Lokomotiven der SAR-Klasse NGG 16 – die größten Garratt-Lokomotiven auf 610-mm-Spur.